# Angeł Petrow
Angeł Angełow Petrow (bg. Ангел Ангелов Петров) – bułgarski zapaśnik walczący w stylu wolnym. Brązowy medalista mistrzostw Europy w 1970 roku.